# Пишковка
Пишковка — река в России, протекает по Вологодской области, к северо-востоку от деревни Пача. Правый приток Шексны. Исток реки находится южнее деревни Демидово. Русло реки почти на всем протяжении спрямлено осушительными каналами. Устье реки находится по правому берегу водохранилища Рыбинское на Шекснинском русловом участке. Длина реки составляет 15 км.

## Данные водного реестра
По данным государственного водного реестра России относится к Верхневолжскому бассейновому округу, водохозяйственный участок реки — Рыбинское водохранилище до Рыбинского гидроузла и впадающие в него реки, без рек Молога, Суда и Шексна от истока до Шекснинского гидроузла, речной подбассейн реки — Реки бассейна Рыбинского водохранилища. Речной бассейн реки — (Верхняя) Волга до Куйбышевского водохранилища (без бассейна Оки).
Код объекта в государственном водном реестре — 08010200412110000008253.